# Tetsurō Araki
Tetsurō Araki (em japonês: 荒木 哲郎; Sayama, Saitama, 5 de novembro de 1976 (48 anos)) é um diretor de anime. É mais conhecido como o diretor das adaptações de Death Note, Highschool of the Dead, Guilty Crown e Shingeki no Kyojin. No Anime Awards 2020, organizado pela empresa de streaming de animês Crunchyroll, ganhou na categoria de melhor diretor pela terceira temporada de Shingeki no Kyojin.

## Trabalhos notáveis

### Animês
- Death Note (2006–2007)[1]
- Kurozuka (2008)[1]
- Aoi Bungaku (2009, #5–6)[1]
- Highschool of the Dead (2010)[1]
- Guilty Crown (2011–2012)[3]
- Attack on Titan - temporadas 1-3 (2013–2019)[4][5]
- Koutetsujou no Kabaneri (2016)[6]

### OVAs
- Otogi-Jūshi Akazukin (2005) - Diretor[1]